# Asigliano Veneto
Asigliano Veneto (deutsch veraltet: Sillian) ist eine nordostitalienische Gemeinde (comune) mit 844 Einwohnern (Stand 31. Dezember 2023) in der Provinz Vicenza in Venetien. Die Gemeinde liegt etwa 28 Kilometer südsüdwestlich von Vicenza und grenzt unmittelbar an die Provinz Verona. Bis 1908 war Asigliano Teil der Nachbargemeinde Orgiano. Veneto wurde dem Ortsnamen 1928 beigefügt.